# Aloeides macmasteri
Aloeides macmasteri är en fjärilsart som beskrevs av Tite och Dickson 1973. Aloeides macmasteri ingår i släktet Aloeides och familjen juvelvingar. Inga underarter finns listade i Catalogue of Life.